# 鹿儿岛纯心女子短期大学
鹿儿岛纯心女子短期大学（日语：／ Kagoshima Junshin Joshi Tanki
Daigaku *），简称纯短（じゅんたん），是一所位于日本鹿儿岛县鹿儿岛市的私立短期大学。

## 概要

### 简介
- 学校最早可以追溯到1933年[1][2]。短期大学为于1960年开办[1][2]、由学校法人鹿儿岛纯心女子学园经营。来源于加拿大传教士创立的圣母会、由于教育的基础是天主教[1][2]。

### 历史
- 1960年 鹿儿岛纯心女子短期大学成立并同时设置一个专攻即家政科（改名为生活学科于1990年）[2]。
- 1967年 家政科分离为两个专攻、以下列举[3]。
  - 生活专攻：改名为家政专攻于1970年、改名为生活学专攻于1990年[3]。
  - 食物营养专攻
- 1979年 英语科成立[2]。
- 1989年 两个专攻成立于专科、以下列举。
  - 生活学专攻
  - 食物营养专攻
- 2002年 儿童学专攻[注 1]成立于生活学科[3]。
- 2025年 学校停课决定。

### 宪章
- 请参看鹿儿岛纯心女子短期大学的标志 （日語） 2014年2月14日阅览。

## 学校环境
- 校区：在鹿儿岛县鹿儿岛市

## 历任校长
- 平山久美子：现在短期大学校长[4]

## 组织

### 学科
- 生活科学科
  - 生活学专攻
  - 食物营养专攻
  - 儿童学专攻[注 1]
- 英语科

### 专科
| - 生活学专攻 - 食物营养专攻 |

### 业余课程
| - 没有 |

### 附属机关
| - 图书馆 |

## 相关链接
- 日本短期大学列表
- 纯心女子短期大学：已停办
- 东京纯心女子短期大学：已停办